# Svartifoss

De Svartifoss is een waterval in het Nationale Park Skaftafell in het zuiden van IJsland. Hij is omgeven door kolommen van zwart basalt, vandaar zijn naam:  Zwarte waterval. De hexagonale basaltkolommen zijn ontstaan doordat lava zeer langzaam afkoelde waardoor het gesmolten gesteente kon kristalliseren. Deze kolommen hebben IJslandse architecten, zoals Guðjón Samúelsson, bij hun ontwerpen geïnspireerd. Dat is onder meer terug te zien aan het Nationale Theatergebouw en de Hallgrímskirkja kerk in Reykjavik en aan de markante kerk in Akureyri.

## Een andere Svartifoss
In het noorden van IJsland is er nog een ander klein watervalletje dat ook Svartifoss heet.